# Leucothyreus amandus
Leucothyreus amandus är en skalbaggsart som beskrevs av Ohaus 1918. Leucothyreus amandus ingår i släktet Leucothyreus och familjen Rutelidae. Inga underarter finns listade i Catalogue of Life.